# ميمي كيلوغ
ميمي كيلوغ (بالإنجليزية: Mary Kellogg)‏ هي مجدفة أمريكية، ولدت في 30 ديسمبر 1953 في نيويورك في الولايات المتحدة.

## وصلات خارجية
- ميمي كيلوغ على موقع الاتحاد الدولي للتجديف (الإنجليزية)
- ميمي كيلوغ على موقع أوليمبيديا (الإنجليزية)